# ۴۸۵ (خورشیدی)
۴۸۵ چهارصد و هشتاد و پنجمین سال هجری خورشیدی است.